# Guy Cordon
Guy Cordon, född 24 april 1890 i Cuero, Texas, död 8 juni 1969 i Washington, D.C., var en amerikansk republikansk politiker. Han representerade delstaten Oregon i USA:s senat 1944–1955.
Cordon gick i skola i Oregon. Han deltog i första världskriget i fältartilleriet i USA:s armé. Han inledde 1920 sin karriär som advokat i Oregon. Han var distriktsåklagare i Douglas County, Oregon 1923–1935.
Senator Charles L. McNary avled 1944 i ämbetet och Cordon blev utnämnd till senaten. Han vann fyllnadsvalet 1944 och omvaldes 1948. Han besegrades sedan av demokraten Richard L. Neuberger i senatsvalet 1954.
Cordon avled 1969 och gravsattes på Roseburg Memorial Gardens i Roseburg, Oregon.